# Берјер
Берјер (фр. Beurières) насеље је и општина у централној Француској у региону Оверња, у департману Пиј де Дом која припада префектури Амбер.
По подацима из 2011. године у општини је живело 305 становника, а густина насељености је износила 18,75 становника/km². Општина се простире на површини од 16,27 km². Налази се на средњој надморској висини од 600 метара (максималној 1 033 m, а минималној 557 m).

## Демографија
| 1962. | 1968. | 1975. | 1982. | 1990. | 1999. | 2011. |
| ----- | ----- | ----- | ----- | ----- | ----- | ----- |
| 431   | 342   | 328   | 287   | 336   | 344   | 305   |

График промене броја становника у току последњих година